# Hiacyntowiec
Hiacyntowiec, hiacyncik (Hyacinthoides) – rodzaj roślin z rodziny szparagowatych. Obejmuje 11–12 gatunków występujących w zachodniej Europie (kwitną wiosną) i w górach Afryki północno-zachodniej (te zakwitają głównie jesienią i zimą). Przedstawiciele rodzaju uprawiani są w ogrodach w strefie klimatu umiarkowanego, skąd okazjonalnie rozprzestrzeniają się i dziczeją (np. w Ameryce Północnej).

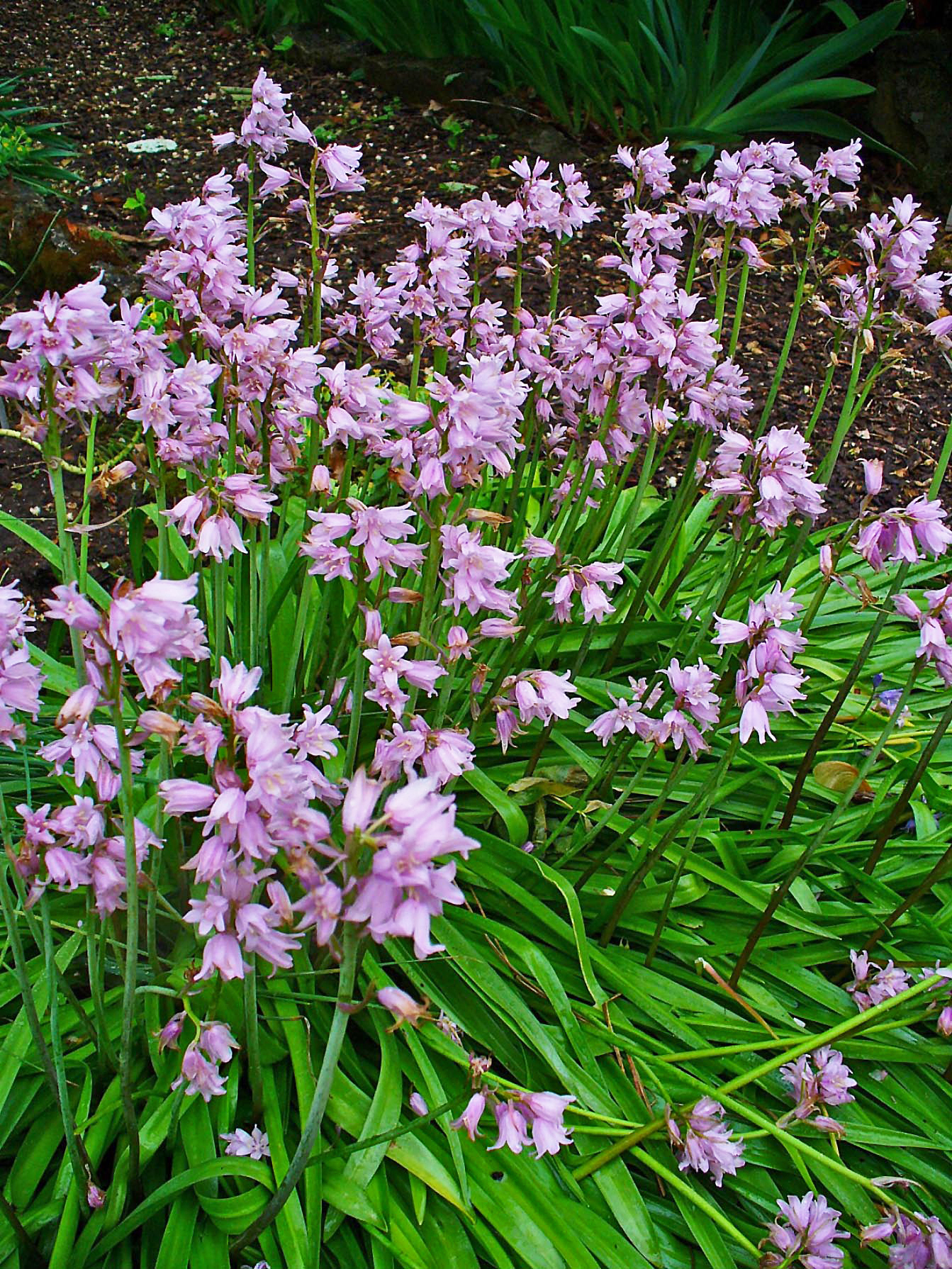
Hiacyntowiec hiszpański

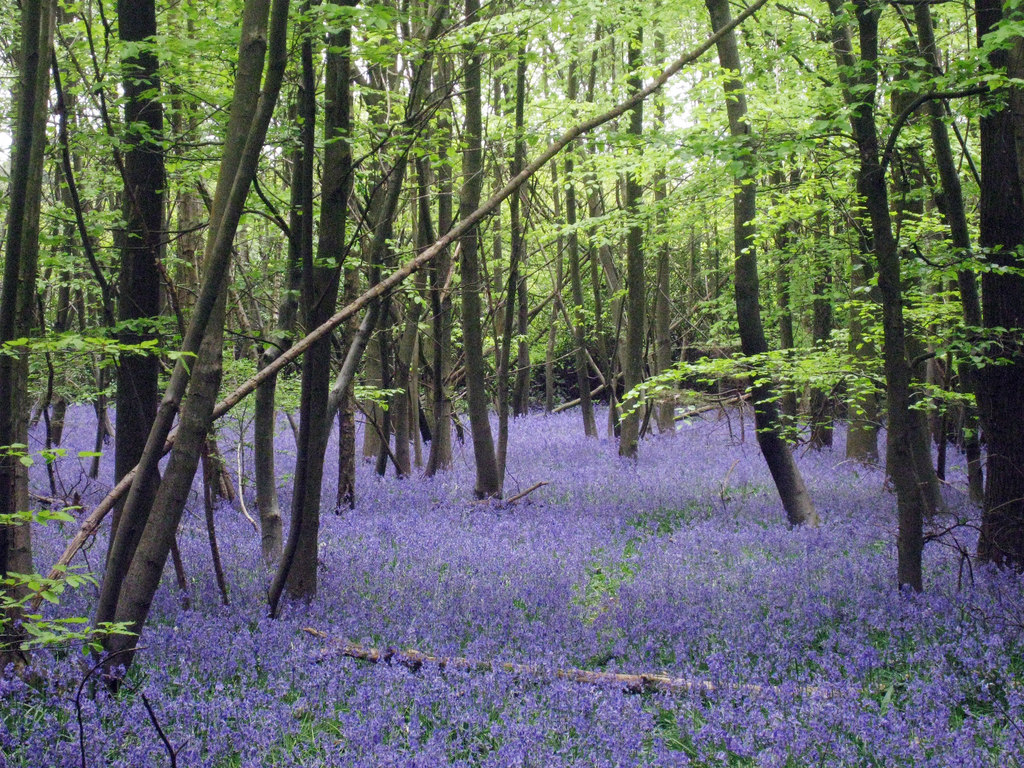
Masowo kwitnący hiacyntowiec zwyczajny w lesie w Wielkiej Brytanii

## Morfologia
PokrójBylina z odnawiającą się corocznie cebulą tworzoną przez kilka mięsistych, rurkowatych łusek.
LiścieNieliczne i tylko odziomkowe. Równowąskie lub lancetowate, płaskie.
KwiatyZwisające, w liczbie do 30 zebrane w groniasty kwiatostan na szczycie głąbika, wsparte dwiema, równowąskimi przysadkami. Listki okwiatu wolne, o długości 15–20 mm, z pojedynczą żyłką, tworzące rurkę lub rozpostarte, wywinięte na końcach. Listki niebieskie, białe lub rzadko różowe (u odmian uprawnych), wonne. Pręcików 6, o nitkach przyrośniętych do listków okwiatu. Zalążnia górna, trójkomorowa, z miodnikami. W każdej komorze rozwija się od 1 do 10 zalążków. Szyjka słupka pojedyncza, zakończona główkowatym znamieniem.
OwoceTępo trójkanciaste, kulistawe torebki zawierające od 3 do 30 kulistych lub owalnych, czarnych nasion.

## Systematyka
Pozycja systematyczna rodzaju według APweb (aktualizowany system APG IV z 2016)
Rodzaj z podrodziny Scilloideae Burnett (plemię Hyacintheae podplemię Hyacinthinae) z rodziny szparagowatych w obrębie szparagowców. W poprzedniej wersji systemu (APG II z 2003) zaliczany był wraz z obecną podrodziną Scilloideae do wyodrębnianej rodziny hiacyntowatych. 
Zaliczane do tego rodzaju gatunki dawniej włączano do rodzaju cebulica (Scilla) lub opisywano pod synonimiczną nazwą Endymion.
Wykaz gatunków
- Hyacinthoides aristidis (Coss.) Rothm.
- Hyacinthoides cedretorum (Pomel) Dobignard
- Hyacinthoides ciliolata (Pomel) Rumsey
- Hyacinthoides flahaultiana (Emb.) Dobignard
- Hyacinthoides hispanica (Mill.) Rothm. – hiacyntowiec hiszpański, hiacyntowiec dzwonkowaty
- Hyacinthoides italica (L.) Rothm. – hiacyntowiec włoski
- Hyacinthoides kroumiriensis El Mokni, Domina, Sebei & El Aouni
- Hyacinthoides lingulata (Poir.) Rothm.
- Hyacinthoides × massartiana Geerinck
- Hyacinthoides mauritanica (Schousb.) Speta
- Hyacinthoides non-scripta (L.) Chouard ex Rothm. – hiacyntowiec zwyczajny, hiacyntowiec nieopisany[11]
- Hyacinthoides paivae S.Ortiz & Rodr.Oubiña
- Hyacinthoides reverchonii (Degen & Hervier) Speta

## Zastosowanie i uprawa
Rośliny ozdobne z powodu efektownych, pachnących kwiatów. Uprawiane są ogrodach skalnych oraz pod okapem drzew i na rabatach. Opisywane jako łatwe w uprawie. Cebule sadzi się jesienią. Najlepiej rosną w miejscach półcienistych i wilgotnych, w glebie przepuszczalnej.